# Ostpazifischer Rücken

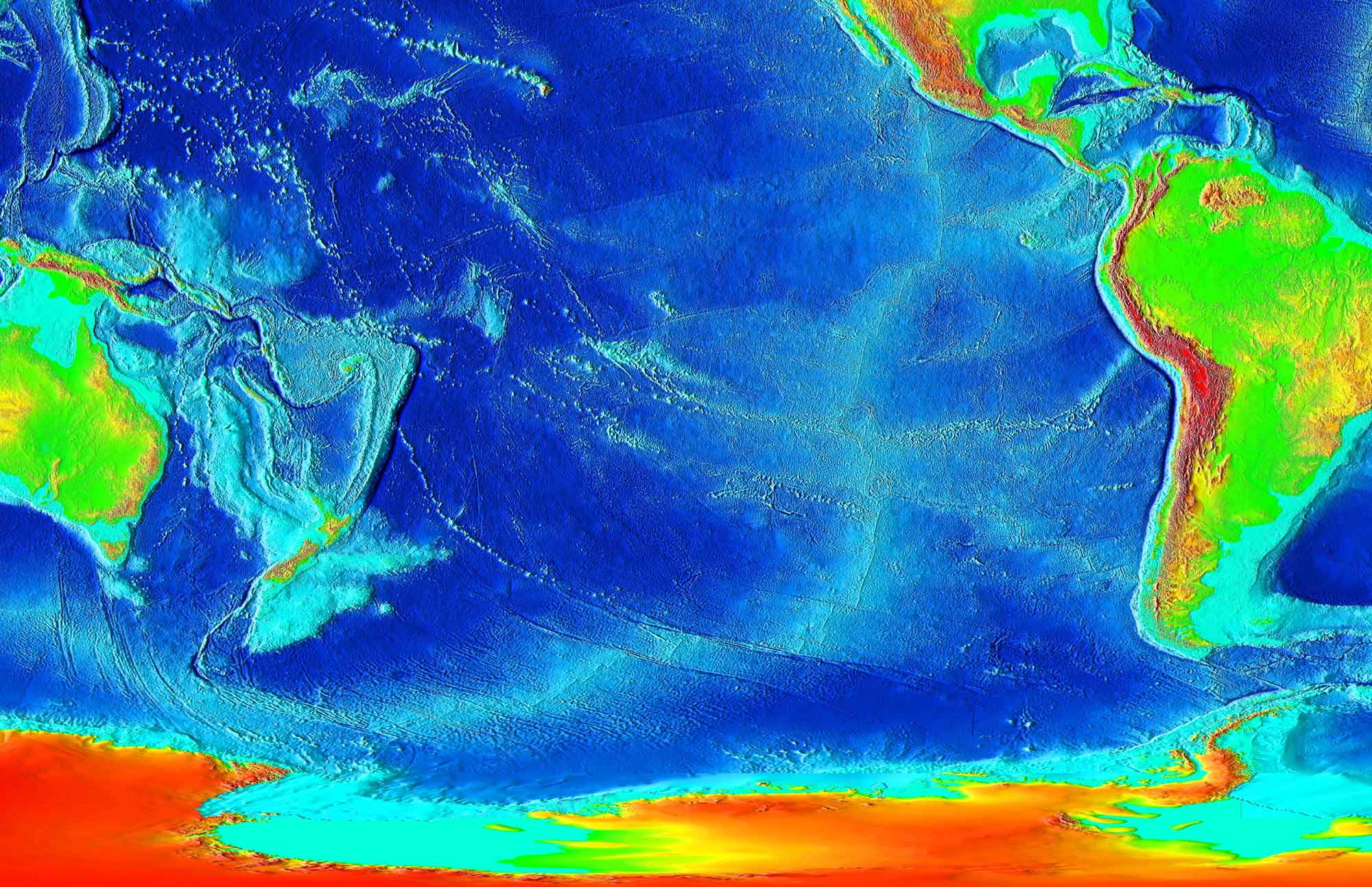
Höhenmodell des Südpazifiks. Der Ostpazifische Rücken ist als annähernd Nord-Süd-verlaufendes, in helleren Blautönen gehaltenes Band in der rechten Bildhälfte zu erkennen. An seinem südlichen Ende geht er in den eher Ost-West-orientierten Pazifisch-Antarktischen Rücken über.

Der Ostpazifische Rücken ist ein Mittelozeanischer Rücken im südöstlichen Pazifik. Er ist rund 10.000 Kilometer lang und bildet die annähernd in Nord-Süd-Richtung verlaufende Plattengrenze zwischen der Pazifischen Platte, die den Großteil des Pazifikbeckens bildet, und einem Teil der Nordamerikanischen Platte, der Cocosplatte, der Nazcaplatte sowie einem Teil der Antarktischen Platte. An seinem nördlichen Ende, am Golf von Kalifornien bei etwa 32° N geht der Ostpazifische Rücken in die San-Andreas-Transformstörung über, im Süden bei rund 55° S in den Pazifisch-Antarktischen Rücken. Der Ostpazifische Rücken weist zwei Tripelpunkte auf, von denen aus jeweils ein Mittelozeanischer Rücken nach Osten abzweigt. Am nördlichen, nahe dem Äquator, der Galapagos-Rücken, der die Grenze zwischen Cocos- und Nazcaplatte bildet, und am südlichen, bei ungefähr 35° S, der Chile-Rücken, der die Grenze zwischen Nazcaplatte und Antarktischer Platte bildet.

## Aktuelle Spreizungsraten
Der Ostpazifische Rücken ist ein Spreizungszentrum, von dem ausgehend die Pazifische Platte nach Westen driftet, während die anderen Platten sich relativ zum Rücken nach Osten bewegen. Die Spreizungsraten am Ostpazifischen Rücken sind im weltweiten Vergleich generell relativ hoch. Weil die Absolutbewegung der Nordamerikanischen Platte ebenfalls nach Westen gerichtet ist bzw. sie im Uhrzeigersinn rotiert, ist im Golf von Kalifornien die Spreizungsrate mit etwas weniger als 5 cm pro Jahr zwar noch relativ gering, reicht jedoch schon an den Maximalwert des Mittelatlantischen Rückens heran. Nach Süden nimmt die Spreizungsrate immer mehr zu. Im Nordwesten der Cocosplatte (Rivera-Mikroplatte) beträgt sie rund 6 cm pro Jahr, am Galapagos-Tripelpunkt rund 12 cm pro Jahr und an der Grenze zwischen Pazifischer Platte und Nazcaplatte erreicht sie mit bis zu 14,5 cm pro Jahr den weltweit höchsten Wert.
Aufgrund der hohen Spreizungsraten besitzt der Ostpazifische Rücken, anders als der Mittelatlantische Rücken, keinen ausgeprägten Zentralgraben.
Natürlich zeigt sich auch am Ostpazifischen Rücken Vulkanismus. Als ein Beispiel sei der Unterwasservulkan am Ostpazifischen Rücken bei 8° Süd genannt.

## Historische Geologie
Vor mehr als 30 Millionen Jahren reichte der Ostpazifische Rücken noch weiter nach Norden. Aufgrund einer relativ raschen Westdrift der Nordamerikanischen Platte wurde dort jedoch weniger neue ozeanische Lithosphäre gebildet als am Westrand Nordamerikas subduziert wurde. Infolgedessen erreichte der Nordamerikanische Kontinentalblock schließlich den Rücken und die Plattengrenze wurde in eine Transformstörung, die San-Andreas-Verwerfung, umgewandelt. Die San-Andreas-Verwerfung geht nach Norden in ein aktives, wenn auch nur kleines Rückensystem über (siehe → Juan-de-Fuca-Rücken), das als isoliertes Relikt des alten Ostpazifischen Rückens gilt.